# Dioscorea carionis
Dioscorea carionis är en enhjärtbladig växtart som beskrevs av David Prain och Isaac Henry Burkill. Dioscorea carionis ingår i släktet Dioscorea och familjen Dioscoreaceae. Inga underarter finns listade i Catalogue of Life.